# バンドサウンド
バンドサウンドとは主にポピュラー音楽で使用されるある楽曲のアレンジの一種、またはその呼称である。最近では音楽のジャンルとしても使用されている。ロックバンドが演奏しているサウンド、またはロックバンドで演奏されるような形態のアレンジやサウンドを言う。

## 概要
具体的に世間でバンドサウンドと称されるアレンジはギターやベース、ドラムを中心にしたシンプルなアレンジとサウンドを指す。また、前述した編成に、キーボードが加わることも少なくない。また、前述した楽器を中心にしたサウンドであっても、バラード風のアレンジであったり、ストリングスやホーンセクションが加わっているサウンドをバンドサウンドと称することは少ない。
一般的には既に結成されているロックバンドで演奏された楽曲やサウンド、アレンジを指す事が多いが、必ずロックバンドで演奏されている物でなければいけない、などの決まりもなく、シンガーソングライターやソロシンガーが演奏している楽曲に対しても使われることもある。言うなれば、結成されているバンドではなく、シンガーがバックバンドを引き連れ、その様な形態のアレンジやサウンドを演奏すれば、それはバンドサウンドである。